# 主教式自行火炮
主教式自行火炮是一款使用瓦倫丁戰車底盤的英國自行火炮。因為當時急於嘗試製造一款安裝QF 25磅加榴炮的自行火炮，這款戰車出現了很多問題。因此，在製造了很少的數量之後，很快被設計得更好的M7牧師替代。

## 設計與研發

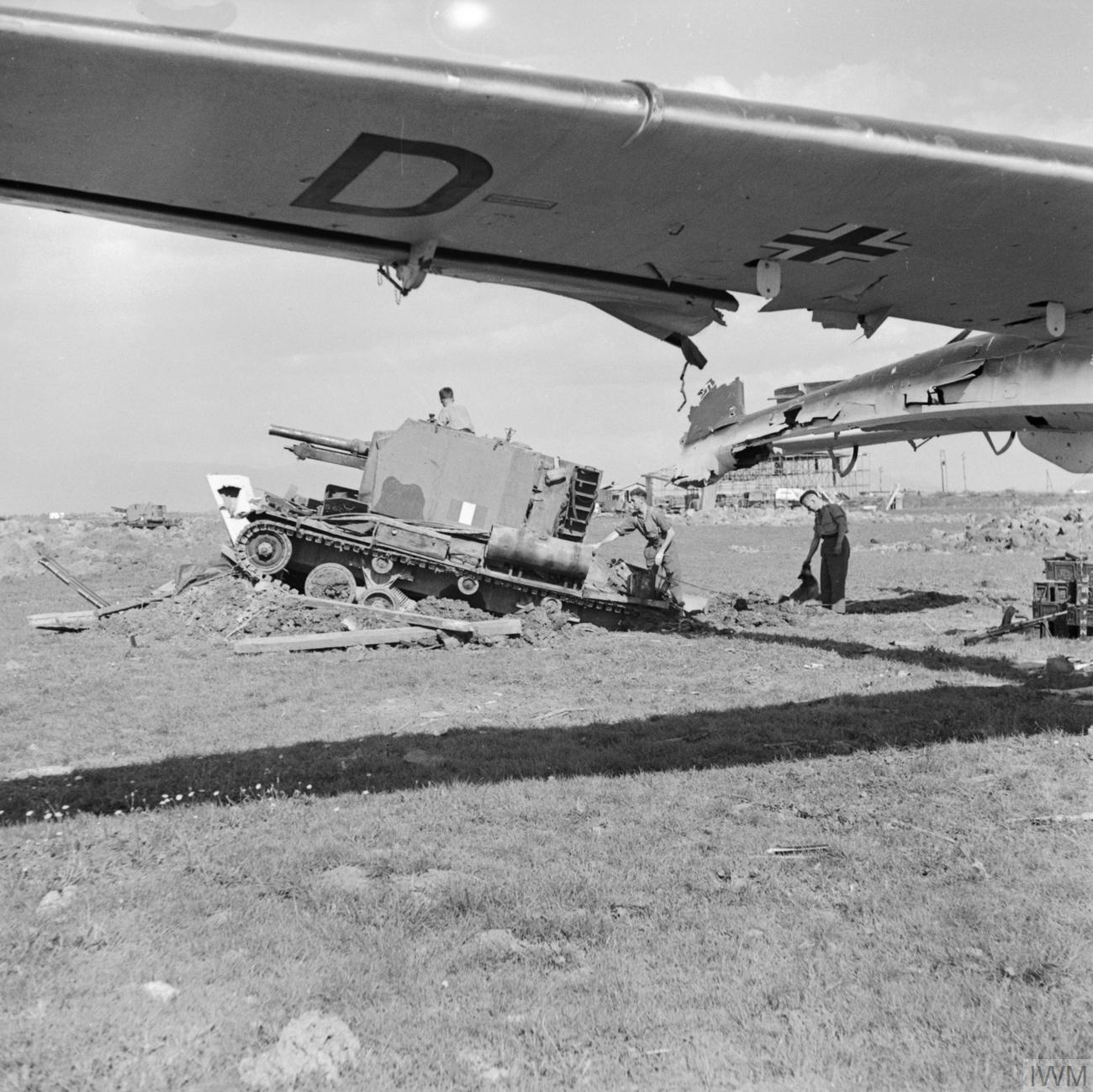
1943年10月，一輛在德國的西西里島機場中停在緩坡上的主教式自行火炮，前方是一架失事的德國飛機。

在北非戰場的高速機動作戰表明，一款裝備了25磅的自行火炮是必要的。在1941年6月，這項工作被委託給了伯明翰铁路运输和貨車公司。在1941年8月，一輛原型車被投入實驗。之後，在1941年11月，被訂購了100輛。 。這種戰車被叫做安裝QF25磅加榴炮的瓦倫丁載具5-pdr Mk 1，通稱“主教式”。

## 描述
主教使用瓦倫丁坦克的底盤，但是炮塔被更換為一個擁有一個很大後門的方正造型的固定戰鬥室。在這個戰鬥室中，安裝了一門QF 25磅加榴炮。不過，作為結果，這種戰車變得非常的高，給沙漠作戰帶來了一些麻煩。同時，火炮的最大仰角只有15度。讓這種戰車的射程只有5900m（比起用牽引車牽引的架式QF 25磅加榴炮少了一半）。它的俯角為5度，迴轉角度為8度；可以攜帶一門布倫輕機槍。

## 服役歷史
主教式最早在第二次阿拉曼戰役投入使用，並且在意大利戰役的早期仍在使用。不過，因為它的諸多缺點和緩慢的速度，它很少被認可。爲了提升性能，乘員們往往在地面上架設坡道，並讓戰車停在上面，使得車體傾斜，從而獲得更大的射程。軍方在獲得了足夠數量的安裝105mm火炮的M7牧師和安裝25磅火炮的司事式自行火炮后，主教被它們所替代。

## 生產
在1942年7月，80輛戰車被製造完成。之後的20輛在日後被陸續製造，並且還有50輛被訂購。原來的再生產200輛的計劃因為軍方更青睞美國的M7牧師自行火炮而被取消。

## 來源
1. 1 2  The complete guide to tanks and armoured fighting vehicles, p 312, ISBN 978-1-84681-110-4
2. ↑  Chris Henry, Mike Fuller - The 25-pounder Field Gun 1939-72, Osprey Publishing 2002, ISBN 1-84176-350-0.
3. ↑  Trewhitt, Philip. . New York, NY: Amber Books. 1999: 114. ISBN 0-7607-1260-3.
4. ↑  Armored Fighting Vehicles 1999, p. 114.

## 外部連結/擴展閱讀
- 第八集團軍的主教（页面存档备份，存于）
- 二戰戰車
- 主教式自行火炮 AFRIKAKORPS.Org
- 主教式自行火炮